# Muzea w województwie świętokrzyskim
 Muzea województwa świętokrzyskiego – spis muzeów, mających siedzibę na terenie województwa świętokrzyskiego, podzielony według tematyki ekspozycji.
Wymienione placówki są prowadzone przez jednostki samorządu terytorialnego (województwo, powiat, gmina (miasto)), osoby prawne, kościoły i związki wyznaniowe, szkoły (uczelnie), a także przez osoby prywatne.
| Typ muzeum                                     | Placówki |
| ---------------------------------------------- | --- |
| Muzea archeologiczne i historyczne             | - Centrum Kulturowo-Archeologiczne w Nowej Słupi - Mauzoleum Martyrologii Wsi Polskich w Michniowie (oddział Muzeum Wsi Kieleckiej) - Muzeum Historii Kielc - Muzeum Historii Polskiego Ruchu Ludowego w Sandomierzu (oddział Muzeum Historii Polskiego Ruchu Ludowego w Warszawie) - Muzeum Narodowe w Kielcach - Region Świętokrzyski. Ekspozycja Muzealna - Muzeum Archeologiczne w Wiślicy - Ośrodek Myśli Patriotycznej i Obywatelskiej w Kielcach - Rezerwat archeologiczny Krzemionki |
| Muzea biograficzne                             | - Dworek Stefana Żeromskiego w Ciekotach - Izba Pamięci Hugona Kołłątaja w Wiśniowej - Muzeum Henryka Sienkiewicza w Oblęgorku (oddział Muzeum Narodowego w Kielcach) - Muzeum Stefana Żeromskiego w Kielcach (oddział Muzeum Narodowego w Kielcach) - Muzeum Mikołaja Reja w Nagłowicach |
| Muzea etnograficzne oraz skanseny              | - Muzeum Dawnej Wsi „Domek Tkaczki” w Bliżynie - Muzeum Dialogu Kultur w Kielcach (oddział Muzeum Narodowego w Kielcach) - Muzeum Wsi Kieleckiej w Kielcach |
| Muzea przyrodnicze, geologiczne i geograficzne | - Geopark Kielce - Centrum Geoedukacji w Kielcach - Podziemna Trasa Turystyczna w Kielcach - JuraPark Bałtów - Muzeum Geologiczne w Kielcach - Muzeum Minerałów i Skamieniałości w Świętej Katarzynie - Muzeum Przyrodnicze Świętokrzyskiego Parku Narodowego na Świętym Krzyżu |
| Muzea regionalne i miejskie                    | - Izba Pamięci Ziemi Małogoskiej w Małogoszczu - Muzeum Zamkowe w Sandomierzu - Muzeum Pamiątek Regionalnych w Jagodnem - Muzeum Regionalne w Pińczowie - Muzeum Regionalne PTTK w Końskich - Muzeum Regionalne PTTK w Starachowicach - Muzeum Regionalne w Szydłowie - Muzeum Regionalne w Świniarach Starych - Muzeum Ziemi Buskiej w Busku-Zdroju - Muzeum Ziemi Kazimierskiej w Kazimierzy Wielkiej - Muzeum Ziemi Staszowskiej w Staszowie |
| Muzea sakralne i religijne                     | - Archiopactwo Cystersów w Jędrzejowie - Dom Długosza w Sandomierzu - Muzeum Diecezjalne w Kielcach - Muzeum Misyjne na Świętym Krzyżu - Opactwo Cystersów w Wąchocku |
| Muzea oraz skanseny techniki                   | - Muzeum Geodezji i Kartografii w Opatowie - Muzeum Górnictwa Kruszcowego w Miedziance - Muzeum Polskiej Motoryzacji XX wieku w Busku-Zdroju - Muzeum Przyrody i Techniki w Starachowicach - Muzeum Starożytnego Hutnictwa Świętokrzyskiego w Nowej Słupi (oddział Muzeum Techniki i Przemysłu NOT w Warszawie) - Muzeum Techniki w Maleńcu - Muzeum Zagłębia Staropolskiego w Sielpi (oddział Muzeum Techniki i Przemysłu NOT w Warszawie) - Państwowe Muzeum im. Przypkowskich w Jędrzejowie - Zabytkowa Kuźnia Wodna w Starej Kuźnicy (oddział Muzeum Techniki i Przemysłu NOT w Warszawie) - Żywe Muzeum Porcelany w Ćmielowie |
| Muzea wojskowe                                 | - Muzeum im. Orła Białego w Skarżysku-Kamiennej - Świętokrzyskie Muzeum Militariów w Małogoszczu |
| Muzea zamkowe i pałacowe                       | - Zespół pałacowo-parkowy w Chrobrzu |
| Pozostałe muzea                                | - Muzeum Siekier w Orzechówce - Muzeum Zabawek i Zabawy w Kielcach - Podziemia Opatowskie - Podziemna Trasa Turystyczna w Sandomierzu |